# Cmentarz prawosławny w Wołoskowoli
Cmentarz prawosławny w Wołoskowoli – nieużytkowana nekropolia prawosławna w Wołoskowoli.

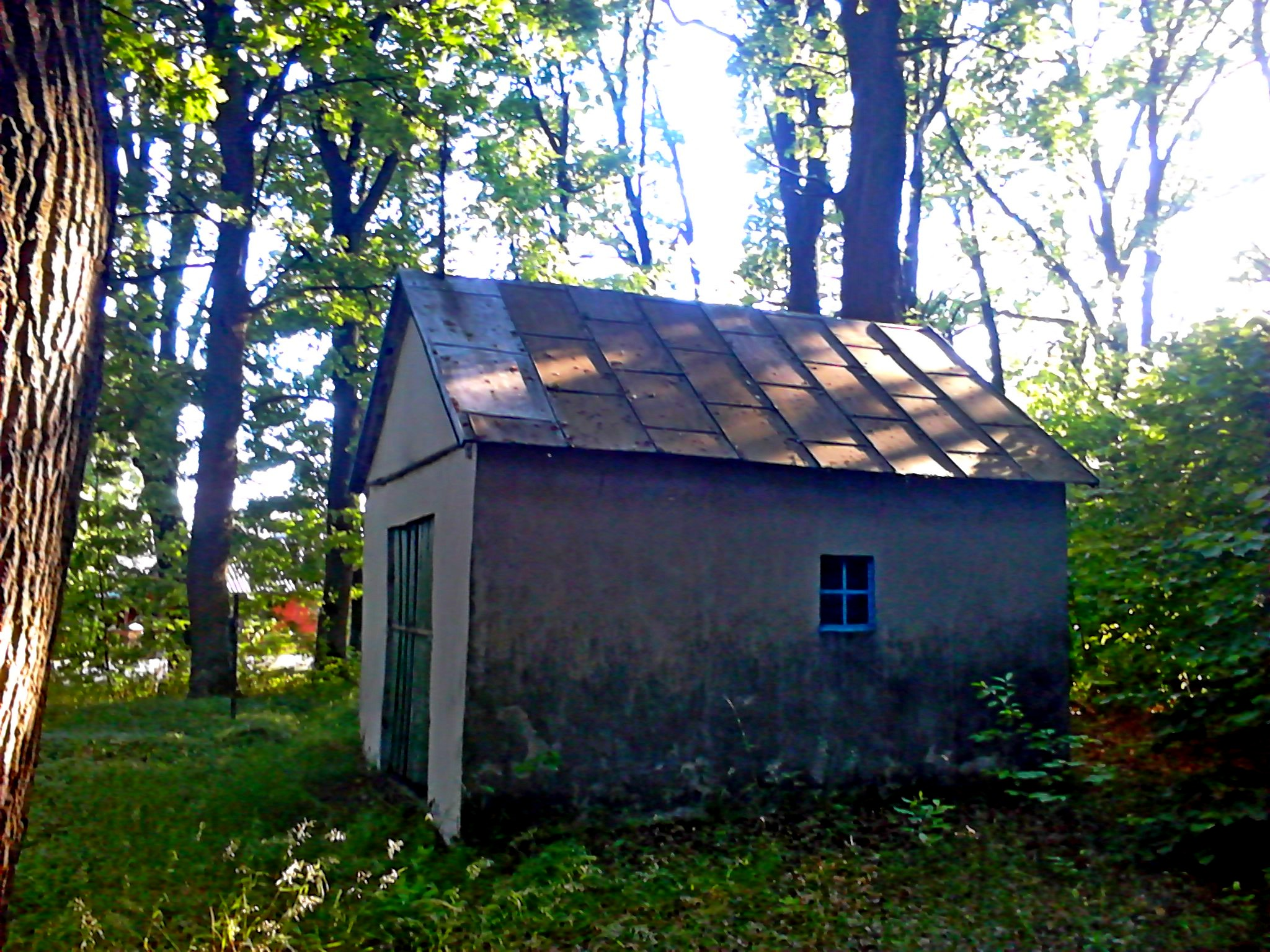
Kaplica cmentarna św. Michała Archanioła

Cmentarz był pierwotnie nekropolią parafialną związaną z cerkwią w Wołoskowoli (nie zachowała się). Na jego terenie znajduje się murowana kaplica pod wezwaniem św. Michała Archanioła oraz kilkanaście pomników nagrobnych. Na początku XXI w. część nagrobków, w formie drewnianych krzyży, była już poważnie zniszczona. W 2007 cmentarz został ogrodzony, a niektóre nagrobki odrestaurowane.